# Biserica „Nașterea Maicii Domnului” din Gălășeni
Biserica „Nașterea Maicii Domnului” este o biserică amplasată în Gălășeni, raionul Rîșcani, Republica Moldova. Este un monument arhitectural de importanță națională inclus în Registrul monumentelor Republicii Moldova ocrotite de stat cu nr. 2124 (raionul Rîșcani). Datează din 1821.